# Хосоно, Масабуми
Масабуми Хосоно (яп. 細野 正文 Хосоно Масабуми, 15 октября 1870 — 14 марта 1939) — японский железнодорожный служащий, пассажир второго класса, спасшийся во время крушения «Титаника». На родине в Японии он подвергся остракизму за то, что спас себя, а не остался на тонущем корабле.

## Биография

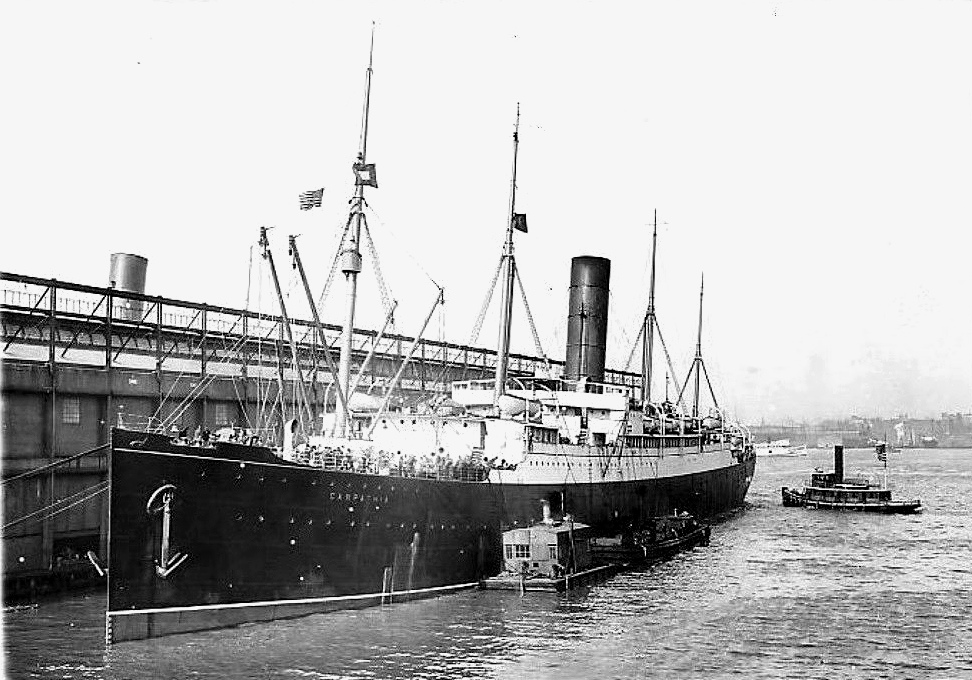
«Карпатия» в Нью-Йорке со спасшимися пассажирами «Титаника»

Сорокалетний государственный служащий Хосоно работал в японском министерстве транспорта и в 1910 году был направлен в Российскую империю для ознакомления с работой системы местного государственного железнодорожного транспорта. В Японию Хосоно возвращался через Европу и Америку. На некоторое время он остановился в Лондоне, затем в Саутгемптоне 10 апреля 1912 года поднялся на борт «Титаника» по билету второго класса. В ночь с 14 на 15 апреля Масабуми Хосоно был разбужен стюардом, сообщившим ему об эвакуации с корабля. Из каюты второго класса японец уже не мог попасть к спасательным шлюпкам, поэтому стюард предложил ему пройти на палубу третьего класса. В драматической ситуации, когда места́ в шлюпках прежде всего предоставлялись женщинам и детям, Хосоно всё же сумел сесть в шлюпку № 10 (по другим данным — в шлюпку № 13). Примерно в 8 часов утра 15 апреля пассажиры этой шлюпки были спасены командой парохода «Карпатия». Ещё в курительном салоне на пароходе Масабуми Хосоно почувствовал негативное отношение к нему моряков. Здесь же на фирменных бумажных бланках «Титаника» он начал писать письмо жене, рассказывая о крушении и спасении на борту «Карпатии», пока пароход двигался в Нью-Йорк.
Прибыв в Нью-Йорк, японец, всё потерявший при крушении, пришёл в нью-йоркский офис компании Mitsui и попросил помощи, чтобы вернуться в Японию. Ему была оказана поддержка, и из Сан-Франциско Хосоно отплыл в Токио. Пока Хосоно находился в США, местные газеты много писали о нём, называя «удачливым японским парнем» (англ. Lucky Japanese Boy). В Японии Масабуми Хосоно также стал объектом внимания прессы и общественности, но с оттенком критики; его даже обозвали трусом за отсутствие самурайского духа. А некоторые газеты сообщали, что он проник на шлюпку, переодевшись женщиной. Он был уволен из министерства транспорта, но вскоре был восстановлен в должности, так как правительство сочло нужным не следовать слухам и не терять хорошего сотрудника. Всё это не могло не сказаться на состоянии духа и здоровья Хосоно. Он умер 14 марта 1939 года, и его семья считала, что общественное порицание стало одной из причин его смерти. Уже после его смерти на основании воспоминаний самого Хосоно и других пассажиров его сыновья предпринимали попытки реабилитации отца.
Его внук — известный японский композитор и электронный музыкант Харуоми Хосоно.
В апреле 2014 года, в годовщину гибели «Титаника», в Иокогаме открылась выставка, посвящённая Масабуми Хосоно, единственному японцу, который был на борту «Титаника».
По воспоминаниям Шарлотты Коллиер японца вытащили в шлюпку из воды, уже после затопления Титаника. Он лежал на оторванной двери, привязав себя к ручкам с обеих сторон и каждая волна перекатывалась через него. Офицер Лоу, который командовал шлюпкой, сначала сомневался, спасать ли его, потому что тот не подавал признаков жизни.
Однако в шлюпке японец быстро пришёл в себя и даже заменил одного из гребцов упорно работая всё время пока утром их не подняли на Карпатию.